# Mont Ngaoui
Mont Ngaoui je nejvyšší hora Středoafrické republiky. Nachází se v západní části území, na hranicích s Kamerunem. Se svými 1410 metry se jedná o 45. nejvyšší horu mezi nejvyššími horami jednotlivých afrických zemí a 150. mezi nejvyššími horami všech zemí světa.